# Grathe Kirke
Grathe Kirke er en kirke i Grathe Sogn i det tidligere Lysgård Herred, Viborg Amt, nu Silkeborg Kommune. Sognet er udskilt af Vinderslev Sogn og Thorning Sogn. Kirken blev opført som en filialkirke i årene 1916-17 og indviet 20. maj 1917. Den blev tegnet af Aarhus-arkitekten Sophus Frederik Kühnel. I første omgang bestod den af Kor og skib og våbenhus, men uden tårn. I stedet opførte man en klokkestabel på en fredet gravhøj, der ligger på kirkegården sydvest for kirken. Staten ydede 18.500 kr i støtte til kirkens opførelse. I 1930 tilføjedes et kirketårn ved skibets vestgavl, ligeledes tegnet af arkitekt Kühnel. I tårnet er der anvendt tilhugne granitsten fra det efter reformationen nedrevne Grathe Kapel ved Grathe-stenen få hundrede m nord for kirken. Kirken fremstår hvidkalket med rødt tegltag.
Altertavlen er en kopi af maleren H.C. Siegumfeldts tavle i Sankt Pauls Kirke i Aarhus. Kopien i Grathe Kirke er udført af maleren Victor G. Kühnel, søn af kirkens arkitekt. Motivet er Paulus udenfor Damaskus.

## Eksterne kilder og henvisninger
- Grathe Kirke hos KortTilKirken.dk

- Wikimedia Commons har flere filer relateret til Grathe Kirke